# Karin Junker

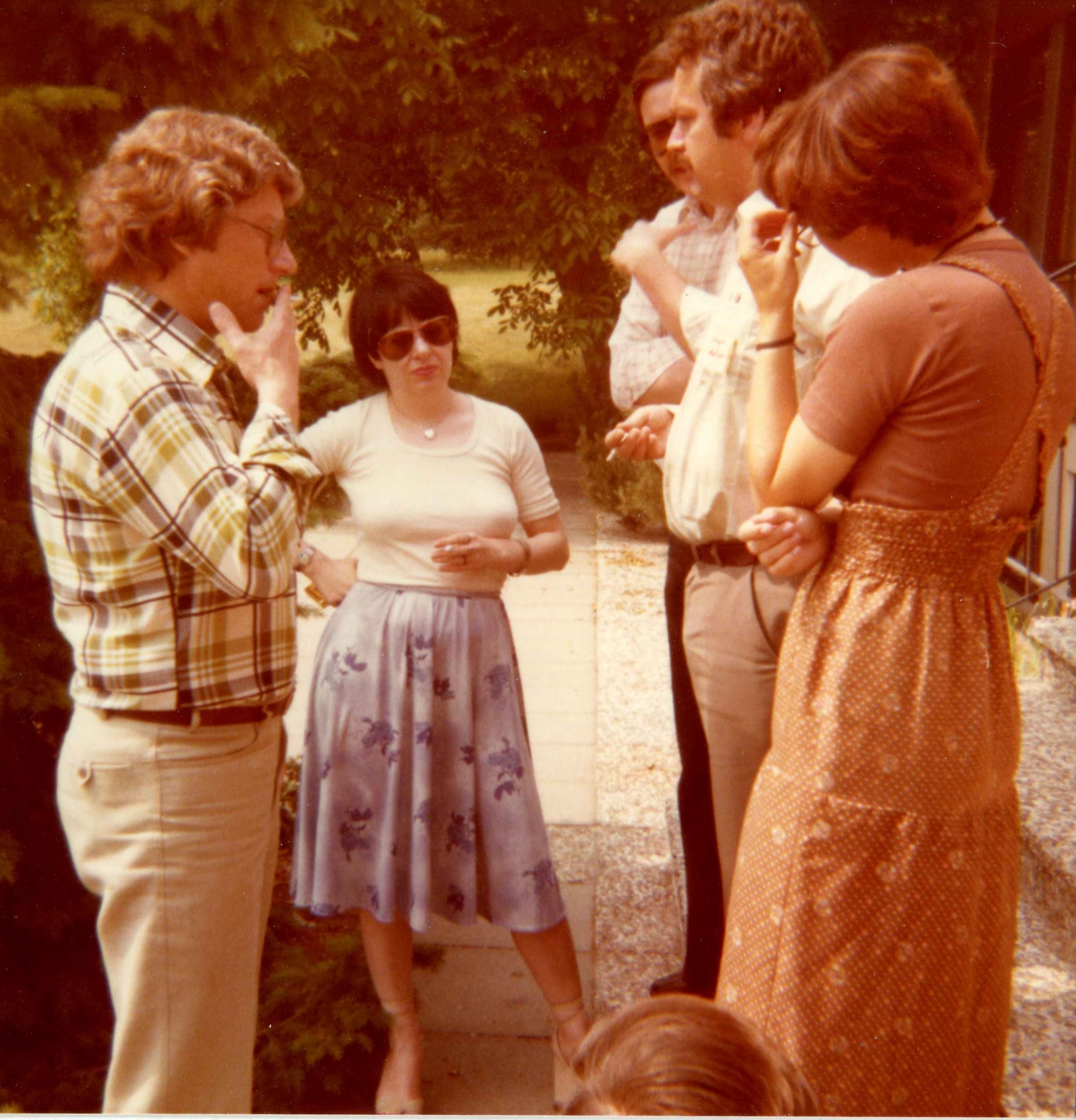
Karin Junker (Bildmitte), ca. 1977

Karin Renate Junker (* 24. Dezember 1940 in Düsseldorf) ist eine deutsche Politikerin der SPD und Autorin.
Nach ihrem Abitur, das sie in Süddeutschland ablegte, ließ sich Junker in Hessen zur Tageszeitungsredakteurin ausbilden. Danach war sie für eine Nachrichtenagentur sowie für mehrere Zeitungs- und Zeitschriftenredaktionen tätig. Sie war Mitherausgeberin einer Buchreihe der Belletristik sowie eines Pressedienstes. Des Weiteren arbeitete sie freiberuflich für Verbände, Behörden und Institutionen. Von 1980 bis 1989 war sie wissenschaftliche Mitarbeiterin im Büro eines Oberbürgermeisters, ab 1985 als persönliche Referentin.
Junker trat 1964 in die SPD ein. Dort war sie von 1992 bis 2004 Bundesvorsitzende der Arbeitsgemeinschaft sozialdemokratischer Frauen, ferner saß sie im Parteivorstand, war stellvertretende Vorsitzende der parteiinternen Medienkommission und des Eine-Welt-Forums sowie Vorsitzende der Kommission Gleichstellungspolitik des Parteivorstandes. Von 1989 bis 2004 gehörte sie dem Europäischen Parlament an. Darüber hinaus gehörte sie lange Jahre dem Rundfunkrat des Westdeutschen Rundfunks an. Dort war sie Vorsitzende des Programmausschusses. Von der Gründung 1993 bis 1999 war Junker Vorsitzende der Frauenorganisation der Sozialdemokratischen Partei Europas. Heute gehört sie deren Vorstand an.

## Werke
- Selbstbewusst. Selbstbestimmt: Frauen in Europa, Bonn 1994
- Kinder, Presse- u. Informationsamt d. Bundesregierung, Bonn 1979
- Das Ausbildungsplatzförderungsgesetz, Bundesministerium für Bildung u. Wiss., Pressereferat, Bonn 1977?
- Frauen und Bildung, Bundesministerium für Bildung u. Wiss., Pressereferat, Bonn 1976?